# Parco nazionale di Butrinto
Il parco nazionale di Butrinto (in albanese Parku Kombëtar i Butrintit) è un'area naturale protetta che si trova nell'estremo sud dell'Albania. Istituito nel 2000, comprende il sito archeologico di Butrinto e protegge la città ed il paesaggio circostante, costituendo un'importante attrazione turistica.